# BFG Technologies
BFG Technologies, BFG — американський постачальник відеокарт, блоків живлення, комп'ютерів (з 2009 року) й материнських плат з головним офісом у північному передмісті Чикаго Лейк-Форесті. Компанія була створена у 2002 році. У 2010 році збанкрутувала.
Вироби замовлялися на підприємствах Китаю. Відеокарти вироблялися на чипах NVidia.